# Andalusia, Illinois
Andalusia là một làng thuộc quận Rock Island, tiểu bang Illinois, Hoa Kỳ. Năm 2010, dân số của làng này là 1178 người.

## Dân số
Dân số qua các năm:
- Năm 2000: 1050 người.
- Năm 2010: 1178 người.